# جامع حسان (دمشق)
جامع حسّان، يُعَدُّ جامع حسّان من أقدم وأهمّ المعالم التاريخيّة الّتي تقع في مدينة دمشق، ويتميّز بجماله العمرانيّ حيث بني في العهد المملوكيّ في القرن الرّابع عشر. يقع الجامع في قلب دمشق القديمة في حي الشّاغور.

## تاريخه
بُني جامع حسّان في عام 557 هـ (1161م) على يد الأمير نجم الدّين محمّد بن علي كرد في العهد السّلجوقي. وتعرّضت مئذنته في العصر المملوكيّ إلى ميل في عام 897 هـ (1491م)، ولكن تمّ تجديدها لاحقًا.

## تسميته
في البدء كان يُسمى المسجد على اسم منشئه، لكن مع مرور الزّمن غلب عليه اسم "جامع حسّان" نسبة إلى محمّد بن حسّان العامريّ، الّذي يُعتقد أنّه دُفن في الجزء الشّرقي من المسجد. وفي روايات أخرى يُقال إنّه سمّي بذلك نِسبةً إلى حسّان بن ثابت الأنصاري شاعر الرّسول محمّد صلّى الله عليه وسلّم.

## التّصميم المعماريّ
يتميّز جامع حسّان بتصميم معماريّ يجمع بين الطّراز السّلجوقي والتّأثيرات المملوكيّة، ويشتمل على:
1- الواجهة الغربيّة: تحتوي على مدخل مستطيل يعلوه لوحة تاريخيّة تذكر بناء المسجد، بالإضافة إلى باب خشبيّ مزدوج يدخل إلى الصّحن.
2- المئذنة: المئذنة تتربّع على الزّاوية الشّمالية الغربيّة للمسجد، وهي ذات جذع مربّع مغطّى باللّياسة التّقليديّة ويحتوي على شرفة خشبيّة مزخرفة.
3- الصّحن: الصّحن الدّاخلي للمسجد يحتوي على بركة مياه مثمّنة الشّكل، وأروقة مزخرفة بالأعمدة الرّخاميّة.
4- الدّاخليّة: الدّاخليّة للجامع مكوّنة من قاعة صلاة واسعة تتميّز بزخارف هندسيّة فنّيّة، مع أعمدة رخاميّة وأقواس مزخرفة تضفي على المكان جوًّا من السّكينة والرّوحانيّة. يوجد في الجهة الجنوبيّة من الحرم محراب رئيس مزخرف بالرّخام، بالإضافة إلى محرابين ثانويّين على جانبيه.
5- المحراب الرّئيس: ذو واجهة حجريّة كلسيّة، يحتوي على حنيّة نصف دائريّة معقودة، مع آية من سورة البقرة، (وَأَقِيمُوا الصَّلَاةَ وَآتُوا الزَّكَاةَ وَارْكَعُوا مَعَ الرَّاكِعِينَ: الآية 43).
6- المحراب الشّرقي والغربيّ:  يحتوي كلّ منهما على حنيّة نصف دائريّة وعقد مدبّب، مع زخارف من القاشانيّ.

## دور الجامع الثّقافيّ والتّعليميّ
إلى جانب كون الجامع مكانًا للعبادة، يعتبر أيضا مركزًا ثقافيًّا وتعليميًّا مهمًّا في دمشق. يُعقد فيه العديد من الدّروس والمحاضرات الدّينيّة الّتي تهدف إلى نشر المعرفة الإسلاميّة وتعليم الشّباب. كما يحتوي المسجد على مكتبة تضمّ مجموعة كبيرة من الكتب والمخطوطات القيّمة الّتي تبرز تاريخ وثقافة المنطقة.